# Office for National Statistics
Het Office for National Statistics (ONS) (bureau voor nationale statistieken) is, sinds 1996, de officiële overheidsinstelling voor statistische gegevens in het Verenigd Koninkrijk (Groot-Brittannië).
Het hoofdkantoor is gevestigd in Newport, een stad in het zuidoosten van Wales.
Het ONS valt sinds 2008 onder de UK Statistics Authority.